# جون نوبل (مغني)
جون نوبل (بالإنجليزية: John Noble)‏ هو مغني ومغني أوبرا بريطاني، ولد في 2 يناير 1931، وتوفي في 21 مارس 2008 بسبب سرطان البنكرياس.

## وصلات خارجية
- جون نوبل على موقع ميوزك برينز (الإنجليزية)
- جون نوبل على موقع أول ميوزيك (الإنجليزية)
- جون نوبل على موقع ديسكوغز (الإنجليزية)